# Linia kolejowa Lüderitz – Seeheim
Linia kolejowa Lüderitz – Seeheim – niezelektryfikowana linia kolejowa w Namibii łącząca leżący na wybrzeżu Lüderitz z Seeheim.

## Historia

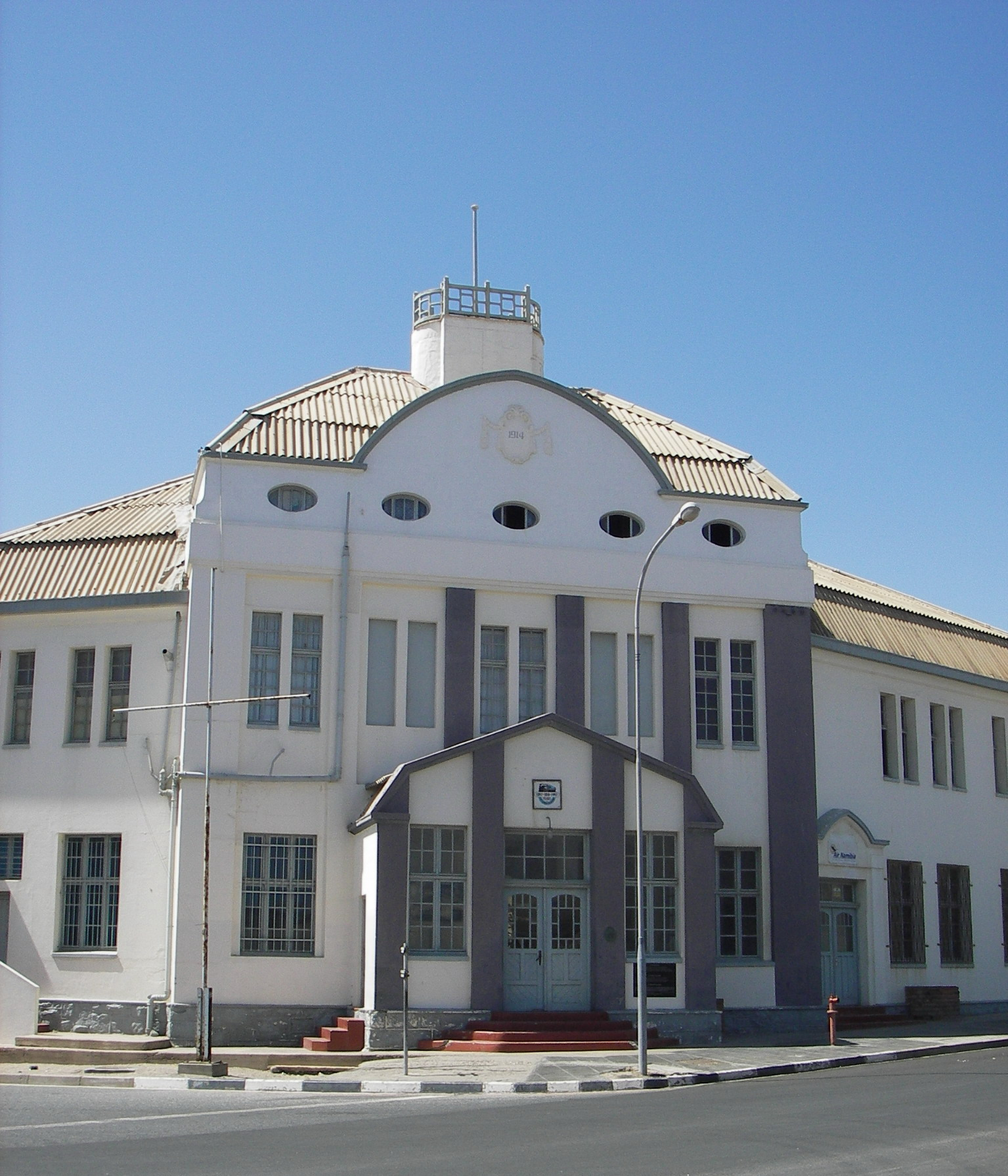
Dworzec w Lüderitz

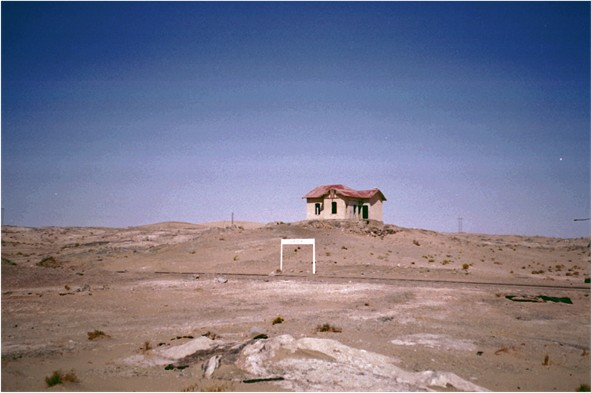
Dworzec w Grasplatz

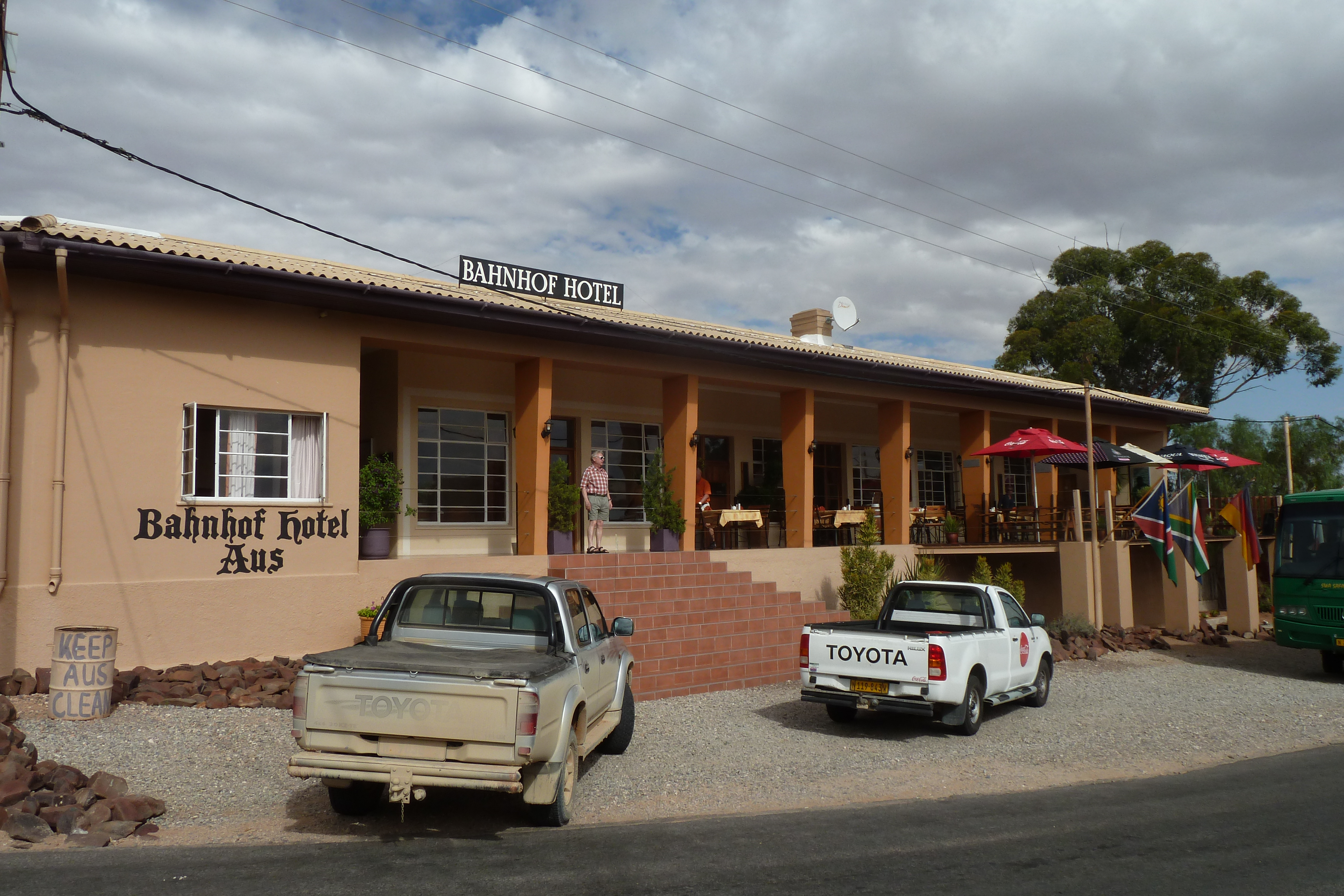
Budynek byłego dworca w Aus

Nad Zatoką Lüderitza i szerokim na 140 km pasie w głąb lądu nie ma słodkiej wody, a transport wody drogą lądową przez zwierzęta był stosunkowo drogi. Podczas gdy transport z głębi lądu nad zatokę pochłaniał rocznie 40 milionów marek niemieckich, koszt budowy linii kolejowej pomiędzy Lüderitz i Keetmanshoop wyniósł łącznie 27,6 milionów marek. Budowa i obsługa linii została zlecona Deutsche Kolonial-Eisenbahn-Bau- und Betriebsgesellschaft (DKEBBG). Roboty rozpoczęto pod koniec 1905 roku, a 1 listopada 1906 oddano do użytku odcinek do Aus. Kolejny odcinek z Aus do Keetmanshoop zbudowano po początkowych trudnościach finansowych w ciągu 15 miesięcy w latach 1906/1907 i 1908/1909, budując przy okazji odgałęzienie z Seeheim do Kalkfontein Süd, dzisiejszego Karasburga.
Największym problemem w eksploatacji był skrajny niedobór wody. W Lüderitz, ale także w Aus nie było źródła wody, a więc brakowało wody do zasilania parowozów. Parowozy kondensacyjne jeszcze nie istniały w tamtych czasach. Wykorzystywano wodę z dwóch zakładów odsalania wody morskiej w Lüderitz, co było niezwykle kosztowne, ale tańsze od sprowadzania wody drogą morską z Kapsztadu. Dopiero po jakimś czasie wykonano odwiert w Garub. Trasę obsługiwały:
- 22 lokomotywy,
- 15 wagonów osobowych,
- 243 wagony towarowe,
- 2 cysterny do transportu wody,
- 52 wagony platformy.

Personel składał się z 515 pracowników, w tym 125 Europejczyków. Początkowo ruch był obsługiwany przez dwa mieszane towarowo-osobowe pociągi tygodniowo na trasie Lüderitz – Keetmanshoop, ale po kilku latach został zmniejszony do jednego składu na tydzień. Ruch odbywał się tylko podczas dnia, tak by zapewnić nocleg pasażerów w Kuibis. W kolejnych latach pojawił się jeden pociąg ekspresowy, który zdołał pokonać trasę w jeden dzień. W Seeheim pociągi prowadzące wagony osobowe miały skomunikowanie ze składami do Kalkfontein.

## Obecne wykorzystanie
Regularny ruch towarowy obsługiwany przez TransNamib odbywa się na odcinku Keetmanshoop – Aus, a ruch pasażerski jedynie na odgałęzieniu z Windhuk przez Seeheim Noord do Karasburga. Począwszy od 2001 roku odcinek pomiędzy Aus i Lüderitz był całkowicie przebudowywany, w celu poprawienia dostępu do portu w Lüderitz. Zakończenie budowy było zaplanowane na 2012 rok. Przez dłuższy czas prace budowlane były bardzo powolne. 13 listopada 2014 roku ogłoszono ukończenie całej trasy. Modernizacja linii kosztowała 540 milionów dolarów namibijskich. 19 listopada 2014 roku odbył się pierwszy od 18 lat przejazd pociągu do Lüderitz.